# Piraci cylicyjscy
Piraci cylicyjscy – morscy piraci mający swe siedziby w Cylicji, w południowej części Azji Mniejszej, działający najintensywniej w późnym okresie hellenistycznym od połowy II wieku p.n.e. do połowy I wieku p.n.e.

## Początki
Początki piractwa w tym regionie związane są z grupami awanturników organizowanymi przez pretendentów do objęcia władzy w monarchii Seleukidów, której centrum zlokalizowane było w Syrii. Tak zwana Cylicja Tracheja (czyli Cylicja Urwista, Poszarpana bądź Górzysta) była dogodnym miejscem na formowanie takich oddziałów, gdyż niedostępność dzikiej krainy zapewniała względne bezpieczeństwo, a bliskość ludnej i żyznej Cylicji Pedias (Równinnej), należącej do Seleukidów, pozwalała szybko wkroczyć na teren monarchii i wywołać rewoltę. Około 143 roku p.n.e. na granicy Cylicji i Pamfylii w Korakesion powstał ośrodek gromadzący najemników, którzy mieli walczyć po stronie Antiocha VII Sidetesa, zainteresowanego przejęciem tronu w Syrii. Przebywający tam ludzie, znający się na wojnie, często przestępcy, rozbójnicy, zaczęli organizować porwania na lądzie, a później korzystając z pomocy Kreteńczyków, zajęli się piractwem morskim.

## Działalność piratów
Cylicja Tracheja leżała w pobliżu szlaków handlowych biegnących wzdłuż Azji Mniejszej na Cypr i do Syrii i Fenicji, była więc doskonałym miejscem wypadowym dla korsarskich ataków. Łańcuchy górskie zabezpieczały ją przed atakiem od strony lądu, natomiast nieregularna linia brzegowa z licznymi zatokami umożliwiała schronienie się statkom. Ponadto potęgi militarne regionu zostały w II wieku p.n.e. poważnie osłabione i nie mogły zająć się rosnącym problemem piractwa. Pokój w Apamei w 188 p.n.e. ograniczał znacząco seleukidzką flotę (i tak już niezbyt liczną), Rodos pełniąca rolę policjanta okolicznych mórz, spadło do roli państwa klienckiego Rzymu, a około 130 p.n.e. przestało istnieć państwo Attalidów z centrum w Pergamonie. Rzym, będący wówczas hegemonem Morza Śródziemnego, nie miał jeszcze środków aby skutecznie interweniować w Cylicji, poza tym elity Italii były zainteresowane zapewnieniem dostaw niewolników dla swoich rozwijających się willi, a zdobywanie niewolników i ich sprzedaż (między innymi w Side w Pamfylii, na Delos, czy na Krecie) było jednym z głównych źródeł dochodów dla piratów.
Na początku I wieku p.n.e. skala działalności piratów z Cylicji wzrosła. Oprócz wybrzeży Syrii i Fenicji zaczęli operować w pobliżu Cypru i na Morzu Egejskim, zapuszczali się nawet na Sycylię i do Italii. Rozrosły się pirackie floty, oprócz lekkich statków pojawiły się większe okręty wojenne, organizowano akcje na większą skalę, atakowano statki i wybrzeża. Ukształtowało się prawdziwe pirackie państwo. Szkody z tej działalności dla handlu rosły, miasta greckie z regionu (zwłaszcza Rodos) słały do Rzymu prośby o interwencję. Republika rzymska zdecydowała się w końcu na działanie przeciwko piratom, ale operacje z końca II wieku i początku I wieku p.n.e. były nieskuteczne – kierujący nimi dowódcy nie dysponowali wystarczającymi środkami i umiejętnościami. Wojny Rzymu z Mitrydatesem powiększyły jeszcze skalę piractwa – król Pontu używał korsarzy przeciwko Rzymowi, a po zwycięstwie republiki wielu uciekinierów z miast greckich znalazło schronienie w Cylicji.

## Rozprawa z piratami
Rzym zdecydował się w końcu na wielką operację przeciwko piratom. Dowództwo powierzono Pompejuszowi i na mocy lex Gabinia z 67 roku p.n.e. na 3 lata przyznano mu ogromne środki oraz bardzo szerokie uprawnienia na terenie całego Morza Śródziemnego i jego wybrzeży na 50 mil rzymskich w głąb lądu. Pompejusz podzielił podległy mu obszar na 13 stref, które przeczesywały eskadry pod dowództwem podlegających mu legatów. W ciągu 40 dni piraci zostali wyparci do Cylicji. Następnie Pompejusz z głównymi siłami wyruszył do Cylicji. W Cylicji, nieopodal Korakesion, pokonał piratów w wielkiej bitwie morskiej, a likwidacja ich siedzib na lądzie stała się nieunikniona. Piraci zostali pokonani w ciągu 3 miesięcy. W tej sytuacji wielu piratów poddawało się Rzymianom i zyskiwało w ten sposób łaskę u Pompejusza, który osadzał ich w wyludnionych miastach. Państwo pirackie przestało istnieć, ale procederu nie udało się do końca usunąć – wkrótce powrócił w skali typowej dla całego okresu starożytności.